# Nana Asma’u
Nana Asma’u (vollständig: Nana Asma’u bint Shehu Usman dan Fodiyo, * 1793; † 1864) war eine afrikanische Dichterin und Lehrerin. Ihr Vater Usman dan Fodio gründete das Kalifat Sokoto. Noch heute wird sie im nördlichen Nigeria verehrt. Nana Asma’u wird von den einen als ein Beispiel für Unabhängigkeit und Bildung, die für islamische Frauen möglich sind, angesehen, von anderen als eine Vorläuferin des modernen Feminismus in Afrika.

## Leben
Nana Asma’u wurde etwa elf Jahre vor dem Fulani-Dschihad geboren und trug ihren Namen zu Ehren von Asma bint Abi Bakr, einer Gefährtin des Propheten Mohammed. Die Tochter des vom Sufismus inspirierten Kalifatsgründers und Halbschwester seines Nachfolgers überlebte die meisten Persönlichkeiten der Gründergeneration, was sie zu einer wichtigen Informationsquelle für die späteren Führer machte. Nach 1805 gelangten die Familienmitglieder des Kalifen zu hohem Ansehen, was die Frauen einschloss. Obwohl Nana Asma’u die berühmteste blieb, spielten auch ihre Schwestern Miriam und Fatima sowie die Frauen des Kalifen, Aisha und Hawwa, wichtige literarische und politische Rollen im neuen Staat. Wie ihr Vater war sie im Studium des Korans ausgebildet und legte viel Wert auf Allgemeinbildung. Als Vertreter der Qadiriyya-Schule des Sufismus sorgten Dan Fodio und sein Gefolge für die Verbreitung des Wissens, besonders der Sunna. Sie vertraten die Meinung, dass Lernen ohne Lehren unfruchtbar und leer sei. So widmete sich Nana Asma’u besonders der Bildung der muslimischen Frauen und wurde eine überaus produktive Autorin.

### Die Schriftstellerin und Beraterin
Weil sie mit den Klassikern der arabischen Welt und des Altertums gut vertraut war und vier Sprachen (Arabisch, Fulfulde, Hausa und Tamacheq) fließend beherrschte, genoss Nana Asma’u öffentliches Ansehen als führende Gelehrte des einflussreichsten muslimischen Staates in Westafrika, was zu einer ausgedehnten Korrespondenz führte. Sie wurde Zeugin der meisten Schlachten des Fulani-Dschihad und verarbeitete ihre Erfahrungen in der Prosa-Erzählung „Wakar Gewaye“ („Die Reise“). Weil das Kalifat von Sokoto nicht nur ein weltliches Königreich war, sondern als kulturelle und religiöse Reformbewegung begann, hatten die Schriften seiner Anführer einen besonderen Rang, an dem spätere Generationen ihre Gesellschaft messen konnten. Sie wurde Beraterin ihres Bruders, als er das Kalifat übernahm (und konnte oder wollte nicht verhindern, dass er die wertvollen Hausa-Chroniken vernichtete), hat nachweislich Instruktionen an Statthalter geschrieben und debattierte mit den Gelehrten ausländischer Fürsten.

### Die Dichterin
In ihren über 60 erhaltenen Werken, die sie über 40 Jahre schrieb, hinterließ Nana Asma’u einen reichen Schatz an Dichtung in Arabisch, Fulfulde und Hausa, alle in Ajami (arabischer Schrift) geschrieben. Viele davon sind historische Berichte, doch sie umfassen auch Elegien, Trauergesänge und Lehrgedichte, mit deren Hilfe Frauen und Männer in den Grundprinzipien des Kalifats unterrichtete.

### Frauenbildung
Andere ihrer erhaltenen Werke beziehen sich auf islamische Bildung: für den größten Teil ihres Erwachsenenlebens war sie verantwortlich für religiöse Frauenbildung. Beginnend um 1830 stellte sie eine Schar von Lehrerinnen (Jajis) zusammen, die durch das Kalifat reisten und Frauen in deren Häusern unterrichteten. Jede dieser Jajis benutzte die Schriften Nana Asma’us und anderer Sufi-Autoren, die sie auswendig lernten, um ein Corps studierter Frauen zu lehren, die man yan-taru nannte (die sich Versammelnden, die Schwesternschaft). Jeder Lehrerin verlieh Nana Asma’u eine Malfa – die traditionelle Kopfbedeckung der animistischen Bori-Priesterinnen in Gobir, die mit einem roten Turban gebunden wurde. So wurden die Jajis zu Symbolen des neuen Staates, der neuen Gesellschaftsordnung und islamischen Lernens auch außerhalb der Frauengemeinschaft. Teilweise begann das Bildungsprojekt als ein Weg, um gefangene Animistinnen der neu eroberten Gebiete in die muslimische Herrscherklasse zu integrieren, später schloss es jedoch auch die Armen und die Bäuerinnen ein, die dann als Lehrerinnen durch das sich ausbreitende Kalifat wanderten.

## Das Erbe in der Gegenwart
Nana Asma’us Vermächtnis liegt nicht nur in ihrem literarischen Schaffen und in der Definition der Werte von Sokoto. Heute werden im Norden Nigerias häufig islamische Frauenorganisationen, Schulen und Versammlungshallen nach ihr benannt. Sie gewann wieder eine hohe Bedeutung in der Debatte um die Rolle der Frauen im Islam, als ihr Erbe von islamischen Wissenschaftlerinnen und Immigrantinnen nach Europa gebracht wurde. Die Wiederveröffentlichung und Übersetzung ihrer Werke hat auch auf den rein literarischen Wert ihrer Prosa und Dichtung ein neues Licht geworfen.
2019 wurde Nana Asma’u in die Anthologie New Daughters of Africa von Margaret Busby aufgenommen, die einen Überblick über die Schwarze, weibliche Literatur der letzten zwei Jahrhunderte bietet.